# Dough Nuts
Dough Nuts é um curta-metragem mudo norte-americano de 1917, do gênero comédia, dirigido por Arvid E. Gillstrom e estrelado por Oliver Hardy.

## Elenco
- Billy West - Billy
- Ethel Marie Burton - Ethel, o caixa (como Ethel Burton)
- Oliver Hardy - Babe, o chefe (como Babe Hardy)
- Leo White - Camembert, o Proprietário
- Bud Ross - Boob, o Assistente (como Budd Ross)
- Florence McLaughlin - (como Florence McLoughlin)
- Joe Cohen - Pierre
- Frank Bates - His Pal